# Iphimediidae
Iphimediidae é uma família de anfípodes pertencentes à ordem Amphipoda.
Géneros:
- Acanthozoma Boeck, 1876
- Anchiphimedia Barnard, 1930
- Anisoiphimedia Karaman, 1980
- Coboldus Krapp-Schickel, 1974
- Echiniphimedia Barnard, 1930
- Gnathiphimedia Barnard, 1930
- Iphimedia Rathke, 1843
- Iphimediella Chevreux, 1911
- Labriphimedia Barnard, 1931
- Maxilliphimedia Barnard, 1930
- Maximilliphimedia Barnard, 1930
- Nodotergum Bellan-Santini, 1972
- Paranchiphimedia Ruffo, 1949
- Parapanoploea Nicholls, 1938
- Pariphimedia Chevreux, 1906
- Pseudiphimediella Schellenberg, 1931
- Stegopanoploea Karaman, 1980